# Helen Hay Whitney

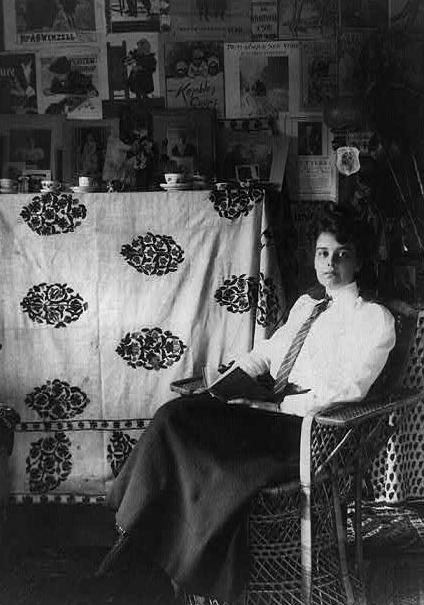
Frances Benjamin Johnston, Helen Hay Whitney

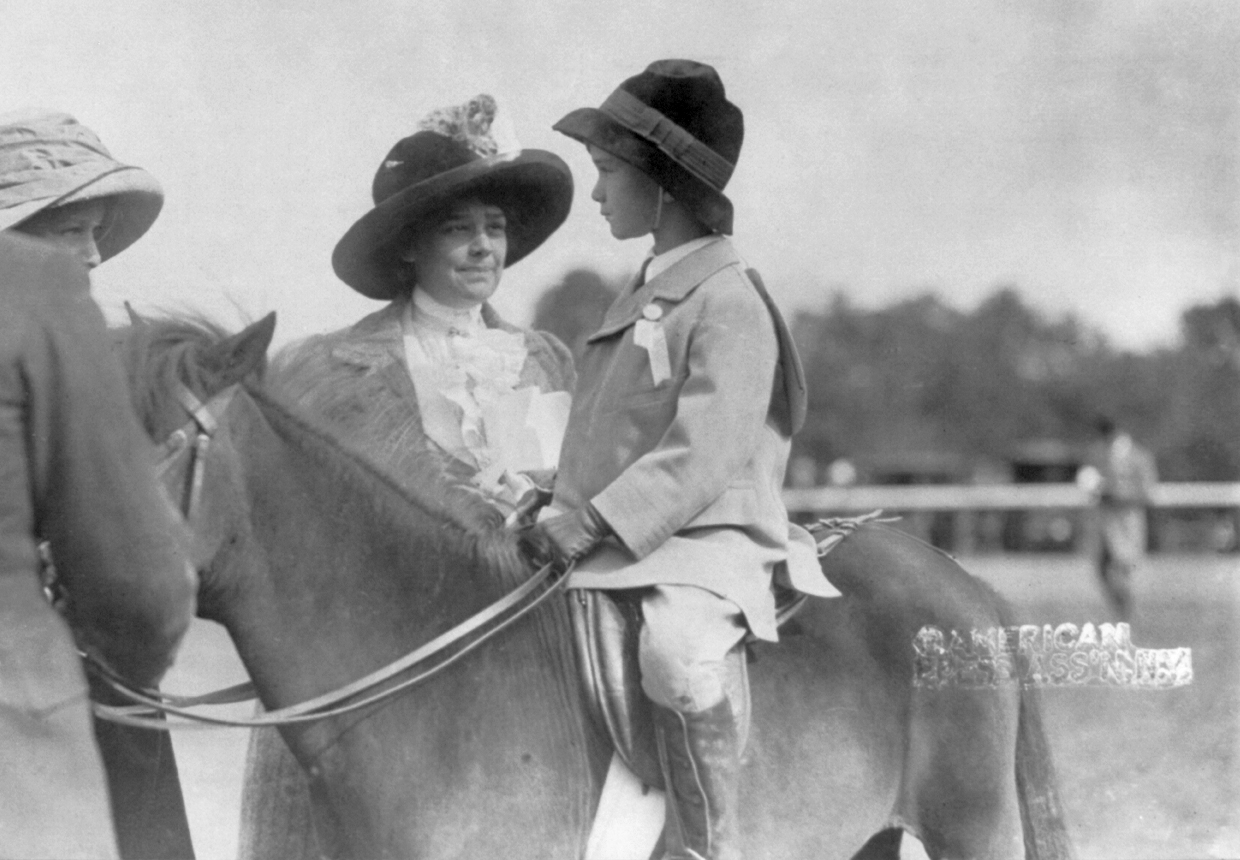
Helen Hay Whitney z synem w 1910

Helen Hay Whitney (ur. 11 marca 1875 w Nowym Jorku, zm. 24 września 1944 tamże) – poetka amerykańska.

## Życiorys
Helen Hay Whitney urodziła się 11 marca 1875. Jej rodzicami byli John Hay i Clara Stone Hay. Ojciec poetki był politykiem i dyplomatą. Ukończyła elitarną Miss Masters’ School. W 1902 wyszła za mąż za finansistę Payne’a Whitneya, wchodząc w ten sposób do szanowanej i wpływowej rodziny. W weselu uczestniczyli znamienici goście, w tym prezydent Theodore Roosevelt ze swoim gabinetem. Urodziła dwoje dzieci, Joan Whitney (1903–1975) i Johna Haya Whitney (1904–1982). Zajmowała się hodowlą koni wyścigowych. Prowadziła działalność charytatywną. Wspierała między innymi New York Hospital. Założyła też fundację stypendialną The Helen Hay Whitney Foundation Fellowship. Zmarła 24 września 1944 w Nowym Jorku.

## Twórczość
Helen Hay Whitney była autorką wielu tomików poetyckich, jak Some Verses (1899), The Rose of Dawn; a Tale of the South Sea (1901), Songs and Sonnets (1905), Gypsy Verses (1907) i Herbs and Apples (1910). Jest znana jako sonetystka. Napisała między innymi wiersze A Woman’s Pride, Love’s Kiss i My Brook.